# Xestia renalis
Xestia renalis är en fjärilsart som beskrevs av Moore 1867. Xestia renalis ingår i släktet Xestia och familjen nattflyn. Inga underarter finns listade i Catalogue of Life.